# Basse-Rentgen
Basse-Rentgen (deutsch Nieder-Rentgen, lothringisch Nidder-Rentgen) ist eine französische Gemeinde mit 525 Einwohnern (Stand 1. Januar 2022) im Département Moselle in der Region Grand Est (bis 2015 Lothringen).

## Geografie
Die Gemeinde Basse-Rentgen liegt am Flüsschen Beyren, etwa 16 Kilometer nördlich von Thionville, nahe der Grenze zu Luxemburg.

## Geschichte
Der Ort wurde Ende des 9. Jahrhunderts erstmals als Reginoldingas erwähnt und gehört seit 1769, mit einer Unterbrechung von 1871 bis 1918 (Reichsland Elsaß-Lothringen), zu Frankreich. 
Seit 1790 gehören zur Gemeinde Basse-Rentgen auch die Nachbardörfer Haute-Rentgen (Ober-Rentgen) und Preisch, wo sich ein Schloss befindet.

### Bevölkerungsentwicklung
| Jahr      | 1962 | 1968 | 1975 | 1982 | 1990 | 1999 | 2007 | 2019 |
| Einwohner | 285  | 254  | 230  | 213  | 289  | 306  | 329  | 512  |

## Sehenswürdigkeiten
- Kirche Saint-Pierre-et-Saint-Paul
- Kapelle Saint-Hippolyte
- Schloss Preisch mit Kapelle und Taubenturm

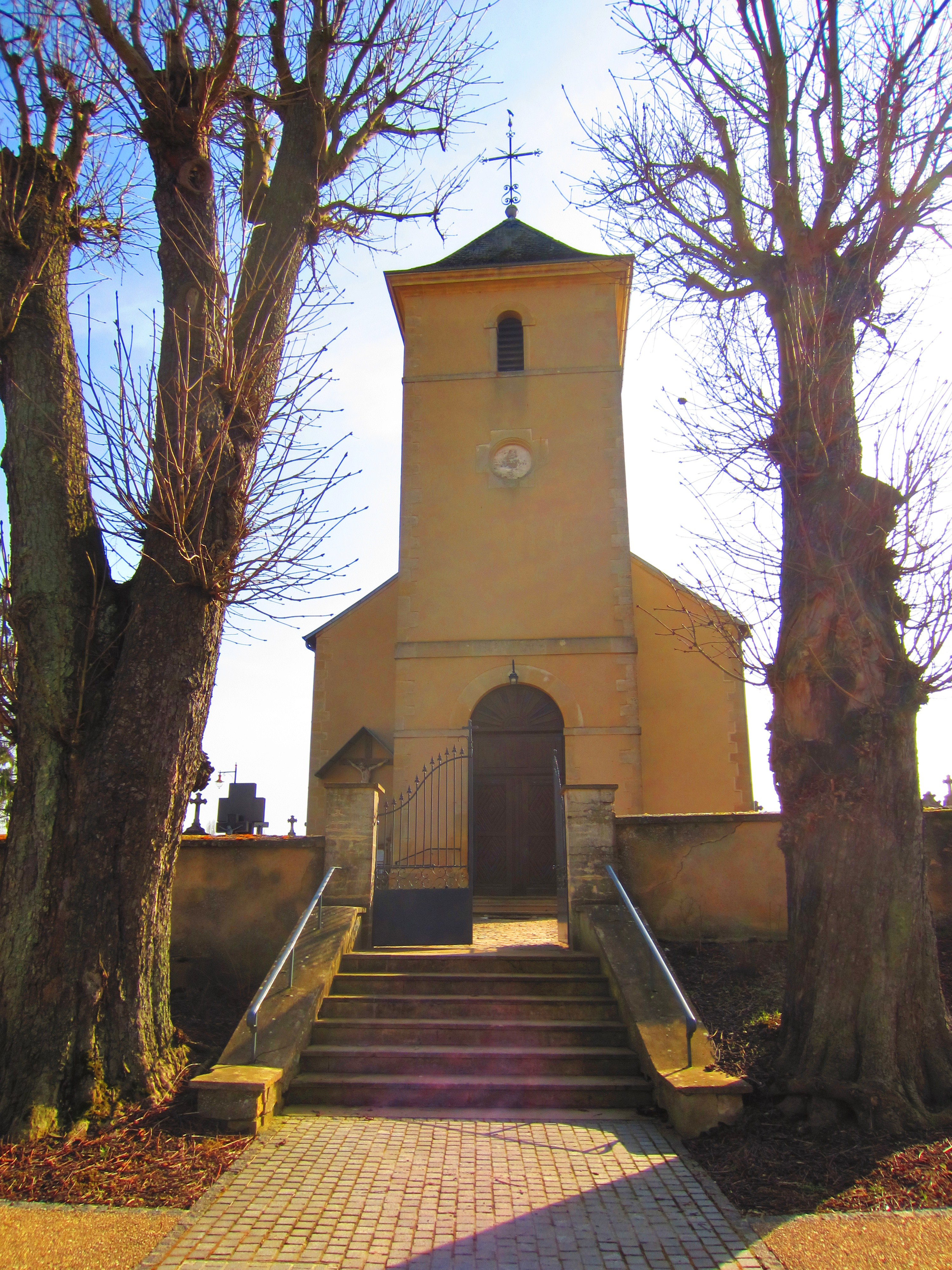
Kirche Saint-Pierre-et-Saint-Paul
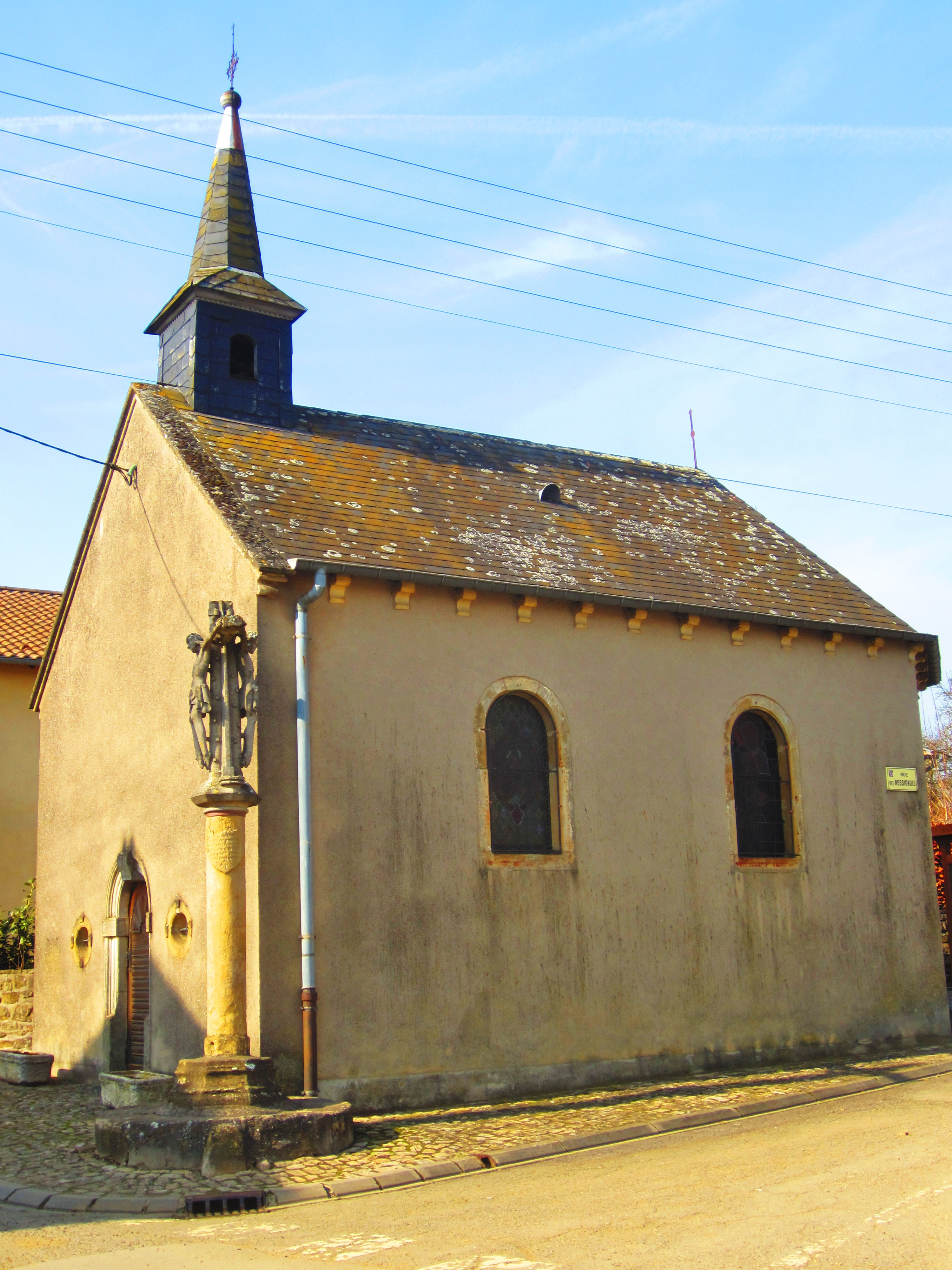
Kapelle Saint-Hippolyte
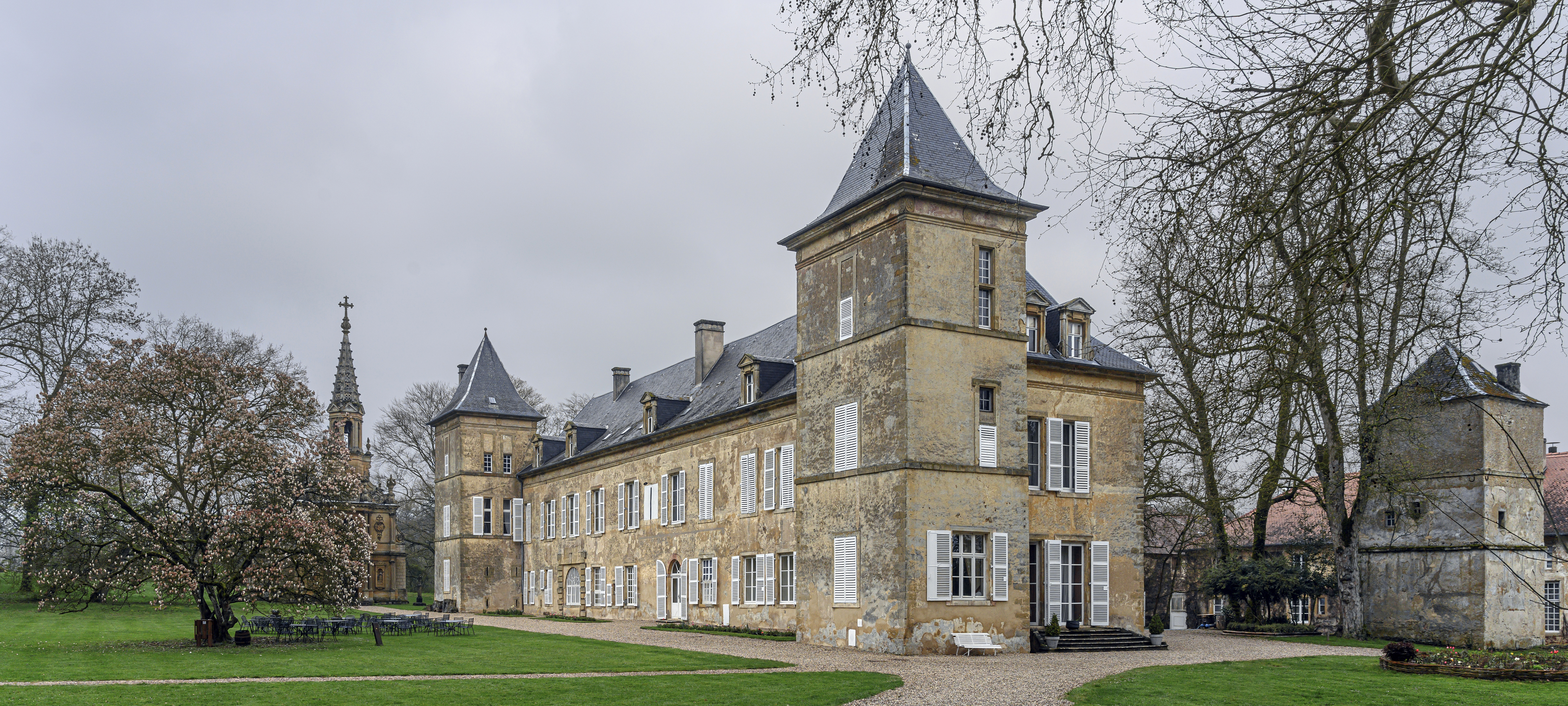
Schloss Preisch mit Kapelle und Taubenturm